# Romeinse villa (Minori)

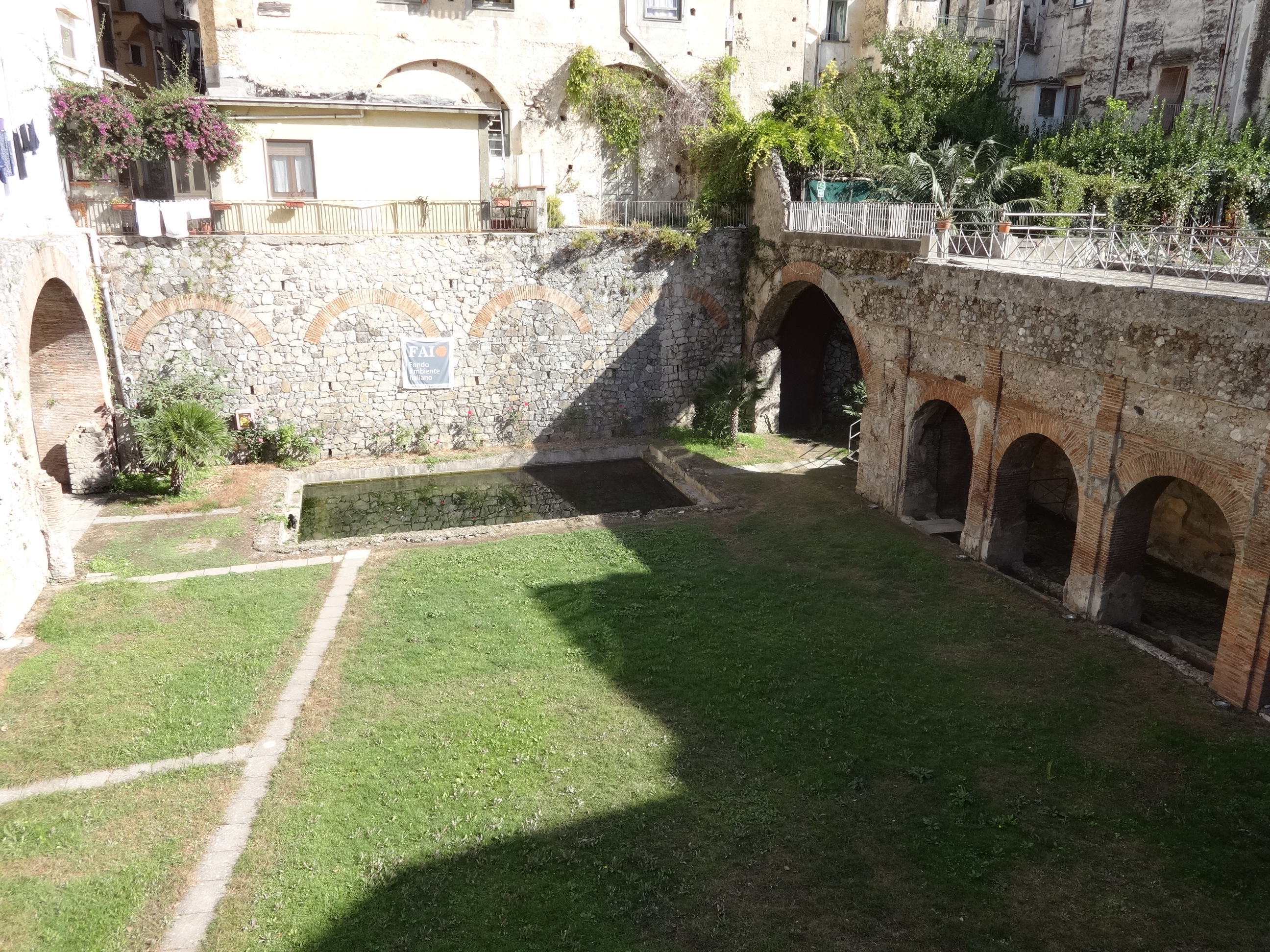
Romeinse villa in Minori, aan de Amalfitaanse kust

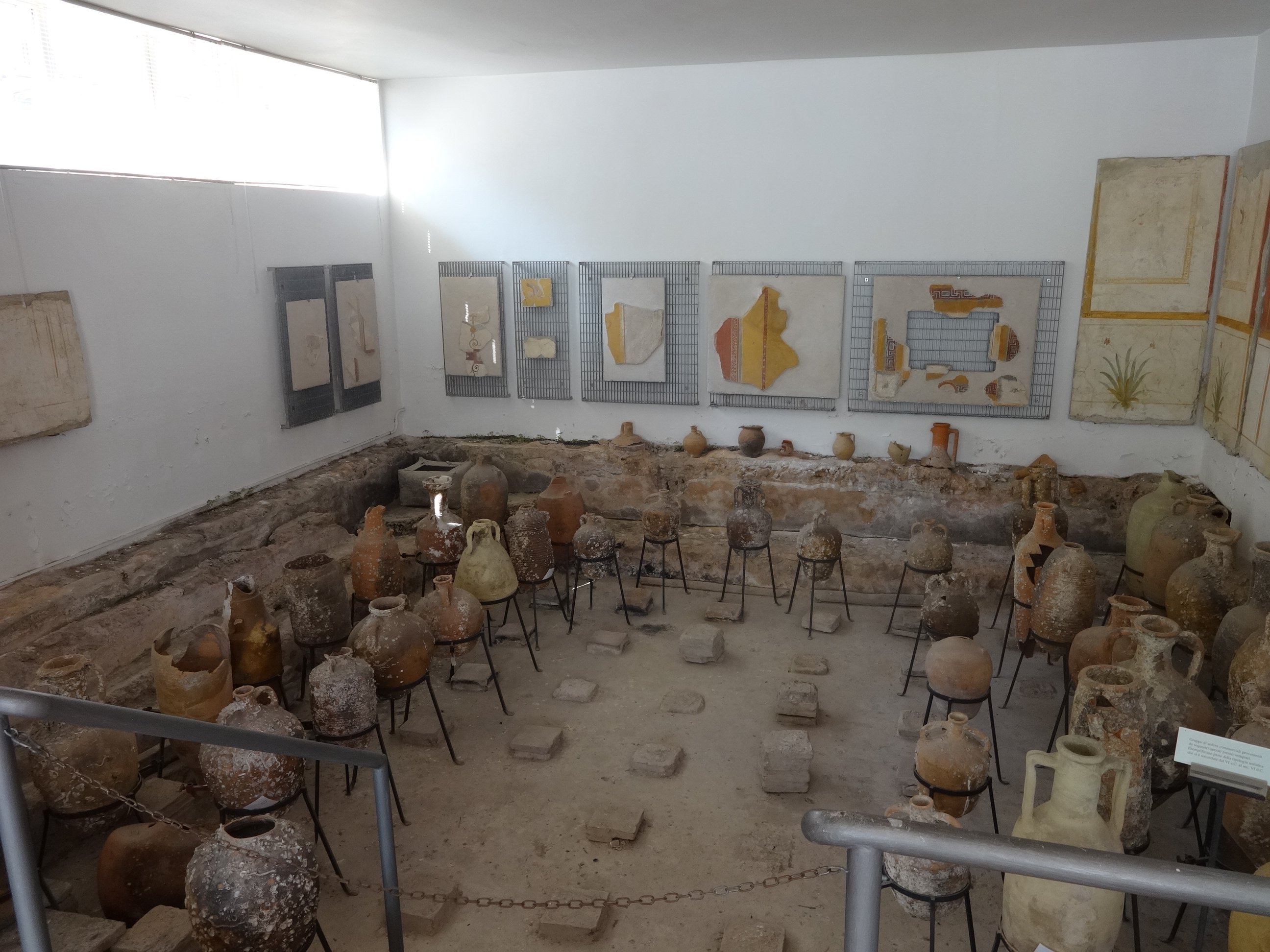
Opgegraven vazen en mozaïek

De Romeinse villa (1e eeuw) in Minori, een gemeente in de Italiaanse regio Campanië, lag aan de linkeroever van een riviertje, de Regina Minor, die in de Tyrreense zee uitmondde. De ontdekking dateert van de jaren 1930 nadat omliggende huizen waren ingestort. 
Het was de residentie van aristocraten uit de tijd van de Julisch-Claudische dynastie die over Rome regeerde.
De rivier bevloeide een nymphaeum en mogelijks ook visvijvers. Het bouwwerk is omgeven door tuinen en bevat arcaden. Ten westen van het nymphaeum waren er woonkamers. Er werden mozaïeken in de vloer opgegraven in een kamer, namelijk in het triclinium, doch ook in het nymphaeum zelf. Mozaïekstukken alsook vazen die uit het water werden opgehaald, worden bewaard in het antiquarium naast de villa. De oostkant van het nymphaeum is nog niet volledig uitgegraven.
In de omgeving zijn een weinig resten van andere villa’s gevonden.